# Гилдфорд (Монтана)
Гилдфорд (енгл. Gildford) насељено је место без административног статуса у америчкој савезној држави Монтана.

## Демографија
По попису из 2010. године број становника је 179, што је 6 (-3,2%) становника мање него 2000. године.
| Група             | 2000.       | 2010.       |
| Белци             | 181 (97,8%) | 167 (93,3%) |
| Афроамериканци    | 0 (0,0%)    | 0 (0,0%)    |
| Азијати           | 0 (0,0%)    | 2 (1,1%)    |
| Хиспаноамериканци | 0 (0,0%)    | 6 (3,4%)    |
| Укупно            | 185         | 179         |